# Ophiogaleus
Ophiogaleus is een geslacht van uitgestorven slangsterren uit de familie Ophiacanthidae. Vertegenwoordigers van dit geslacht zijn slechts als fossiel bekend.

## Soorten
- Ophiogaleus constrictus (Hess, 1966) †
- Ophiogaleus danicus (Rasmussen, 1952) †
- Ophiogaleus dorecki (Hess, 1962) †
- Ophiogaleus stans Thuy, 2013 †